# 터워소그 연대기

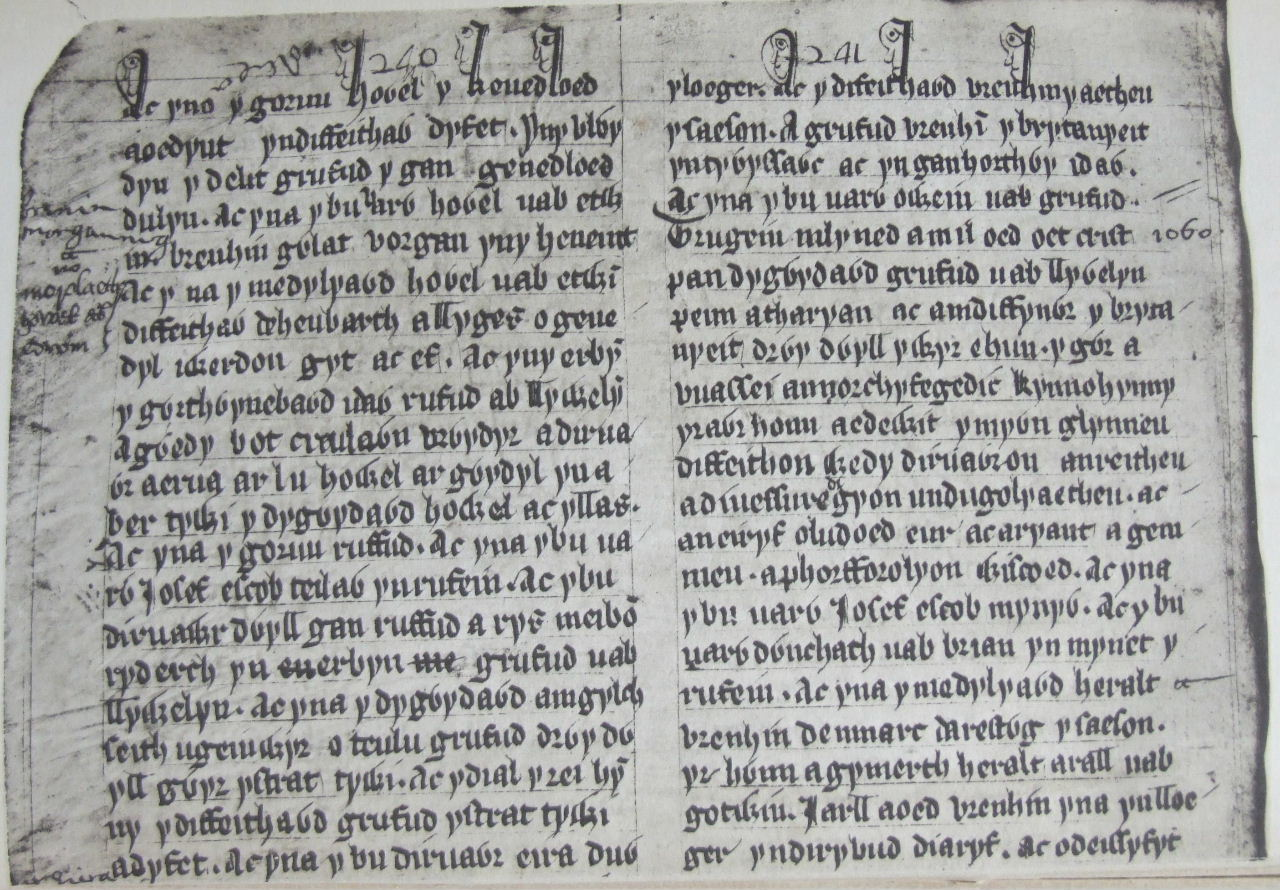
헤르게스트의 적색서에 수록된 터워소그 연대기.

『터워소그 연대기』(웨일스어: Brut y Tywysogion 브리트 어 터워소기온)는 웨일스의 역사에서 가장 중요한 1차 사료 중 하나다. 몬머스의 제프리가 쓴 『브리타니아 열왕사』의 후속편 격인 편년체 연대기다. 원본은 라틴어로 썼으나 보존되지 못했고 웨일스어 번역본만이 전해지고 있다.